# Wapen van Lopikerwaard
Het wapen van Lopikerwaard werd op 26 juni 1974 bij Koninklijk besluit aan het waterschap Lopikerwaard verleend. In 1994 ging het waterschap met de andere waterschappen Leidse Rijn en Kromme Rijn op in het Hoogheemraadschap De Stichtse Rijnlanden. Hiermee verviel het wapen.

## Blazoenering
De blazoenering luidt als volgt:
Gevierendeeld; I en IV in keel een kruis van zilver; II en III in goud een leeuw van keel, getongd en genageld van azuur. Het schild gedekt door een gouden kroon van drie bladeren en twee parels en gehouden door twee zwanen van zilver, gebekt, getongd en gepoot van keel.
De heraldische kleuren zijn: azuur (blauw), goud (geel), keel (rood) en zilver. Het schild wordt gedekt door een gravenkroon.

## Symboliek
Door de schulden die de burggraaf van Montfoort maakte, kochten de Staten van Utrecht de burgraafschap en de heerlijkheid Montfoort in 1684 op. Door de koop kwam het erfdijkschap langs de Lek tussen de Nieuwendam en Schoonhoven, en langs de IJssel tussen de Nieuwendam en Haastrechter Were in handen van de staten van Utrecht. Vanaf die dag werden de dijkbode en de secretaris van het erfdijkschap door de staten van Utrecht aangesteld. Vrij daarop werden de wapens van de Burgraaf die op de bodebus van de bode stonden vervangen door het Utrechtse provinciewapen. Hierdoor voerde een rechtsvoorganger van het waterschap het Utrechtse wapen. Dit symboliseert het schild.
Verder symboliseren de zwanen de ligging van het waterschap.

## Verwante en vergelijkbare wapens

Het wapen van de provincie Utrecht
Het wapen van Het Heemraadschap De rivier de Eem, beken en aankleve van dien
Het wapen van het waterschap De Proosdijlanden
Het wapen van het Waterschap Kromme Rijn